# Mantidactylus enki
Mantidactylus enki és una espècie de granota de la família dels mantèl·lids endèmica de Madagascar.
Viu als boscos tropicals i subtropicals humits i a boscos força degradats.